# Дініш (сеньйор Сіфуентеський)
Діні́ш (порт. Dinis; бл. 1354 — бл. 1403) — португальський інфант, сеньйор Сіфуентеський (1372—1403). Один із претендентів на португальський престол під час міжкоролів'я (1383—1385). Представник португальського Бургундського дому. Народився у Коїмбрі, Португалія. Позашлюбний син португальського короля Педру I від коханки Інес де Кастро. Визнаний легітимним сином після інтронізації батька (1375). Виховувався разом з названим братом Фернанду I, майбутнім королем (з 1367). Не бажаючи визнавати Леонору Теліш королевою Португалії, виїхав до Кастилії (1372). Одружився із Хуаною, позашлюбною донькою кастильського короля Енріке II, сеньйорою Сіфуентеса (1372). Взяв участь у фернандових війнах на боці кастильців (1372, 1381—1382). Після смерті брата Фернанду став одним із претендентів на португальський трон разом зі своєю небогою Беатрисою, братом Жуаном і звідним братом Жуаном Авіським (1383). Втратив шанси після обрання португальським королем Жуана Авіського (1385). Після битви при Алжубарроті повернувся до Португалії, визнавши нового короля. За його наказом вирушив до Англії, де був заарештований (1387). Втік, але потрапив у неволю до фламандських піратів, які даремно намагалися обміняти його за викуп (1388). Згодом відпущений на волю, повернувся до Кастилії. Проголошений «королем Португалії» у середовищі португальських вигнанців. Здійснив марний похід до Бейри (1398). Помер у Саламанці, Кастилія. Похований у Саламанському монастирі святого Стефана. У XV столітті перепохований у Гвадалупському монастирі святої Марії.

## Імена
- Дініш де Каштру (порт. Dinis de Castro) — за прізвищем матері.
- Дініш Португальський (порт. Dinis de Portugal) — у португальських джерелах.
- Дініш Сіфуентеський (порт. Dinis de Cifuentes) — за назвою землеволодіння.
- Діонісіо де Кастро (ісп. Dionisio de Castro) — за прізвищем матері.
- Діонісіо Португальський (ісп. Dionisio Portugal) — в іспанських джерелах.

## Сім'я
- Батько: Педру I (1320—1367), король Португалії (1357—1367)
- Матір: Інес де Кастро (1325—1355), донька кастильського мажордома Педро
- Рідний брат: Жуан (1349—1396), герцог Валенсійський (1386—1396)
- Звідні брати:
  - Фернанду I (1345—1383), король Португалії (1367—1383)
  - Жуан I (1357—1433), король Португалії (1385—1433)